# داكاراي ألين
داكاراي دوبريلورنز ألين (من مواليد 4 فبراير 1995) هو لاعب كرة سلة أمريكي محترف مع فريق سولت ليك سيتي ستارز في دوري كرة السلة الأمريكي للمحترفين. لعب كرة السلة للكلية في ولاية سان دييغو الأزتيك.